# Sweltsa exquisita
Sweltsa exquisita är en bäcksländeart som först beskrevs av Theodore Henry Frison 1935.  Sweltsa exquisita ingår i släktet Sweltsa och familjen blekbäcksländor. Inga underarter finns listade i Catalogue of Life.